# (1761) Edmondson
(1761) Edmondson ist ein am 30. März 1952 am Goethe-Link-Observatorium entdeckter Asteroid des Asteroidengürtels.
Der Asteroid wurde nach dem Astronomen Frank K. Edmondson benannt.